# Psacalium nanum
Psacalium nanum là một loài thực vật có hoa trong họ Cúc. Loài này được Pippen miêu tả khoa học đầu tiên năm 1968.